# Персидская мифология

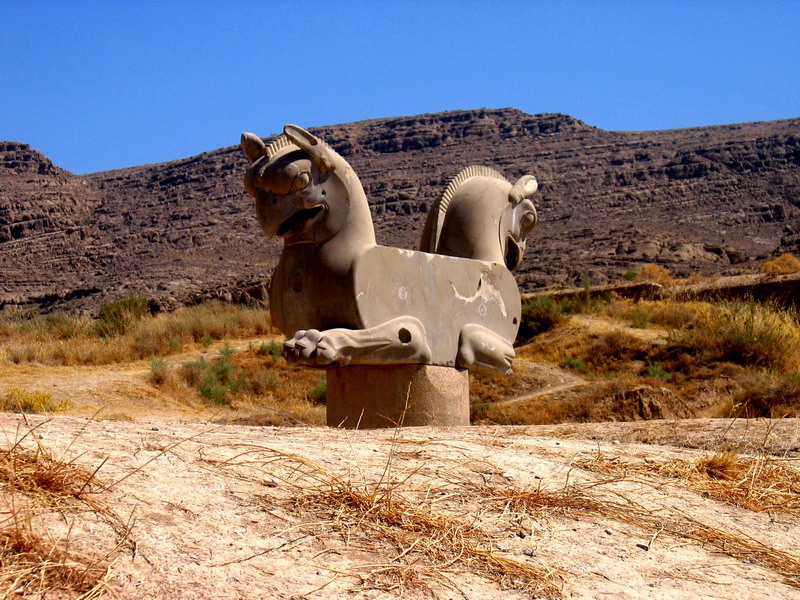
Статуя Хумай в Персеполе

Персидская мифология — мифология древнего Большого Ирана. Начальный этап формирования иранской мифологии относится к эпохе индоиранской общности (II — первая половина I тысячелетия до н. э.).
Ключевой текст мифологии — «Шахнаме» поэта Фирдоуси, написанный на рубеже X—XI веков. Это произведение в значительной степени опирается на сюжеты и персонажей зороастризма, не только из «Авесты», но и из более поздних текстов, таких как «Бундахишн» и «Денкард».
Главным источником для реконструкции иранской мифологии служит «Авеста».
Мифология Ирана и Персии близка к ведической мифологии Индии (около 1000 года до н. э.). Она восходит к общей индоевропейской основе.
Многие имена древнего пласта мифологии Ирана имеют общие корни с именами ведических гимнов. Например, Йима, впоследствии ставший персидским Джамшидом, — ведический бог мёртвых Яма. История Джамшида — одна из самых законченных легенд мифологии Древнего Ирана.
Иранская и ведийская мифологии имеют множество общих сюжетов: верховное семибожие; борьба за власть во Вселенной двух родственных, но враждующих между собой групп богов; сражение героев с драконами; низведение на землю небесных вод; две посмертные дороги души; чудесный мост в загробный мир; Митра и Апам Напат; дракон (Ажи Дахака у иранцев, Ахи Будхнья в Ведах), и др.
Еврейская мифология, представленная в Аггаде, родственна персидской мифологии.